# كيري سيمون
كيري سيمون (بالإنجليزية: Kerry Simon)‏ هو طاهي وصاحب مطعم أمريكي، ولد في 17 يونيو 1955 في فيلادلفيا في الولايات المتحدة، وتوفي في 11 سبتمبر 2015 في لاس فيغاس في الولايات المتحدة بسبب ضمور جهازي متعدد.

## وصلات خارجية
- الموقع الرسمي
- كيري سيمون على موقع IMDb (الإنجليزية)